# Hauptstraße 20 (Sontheim)

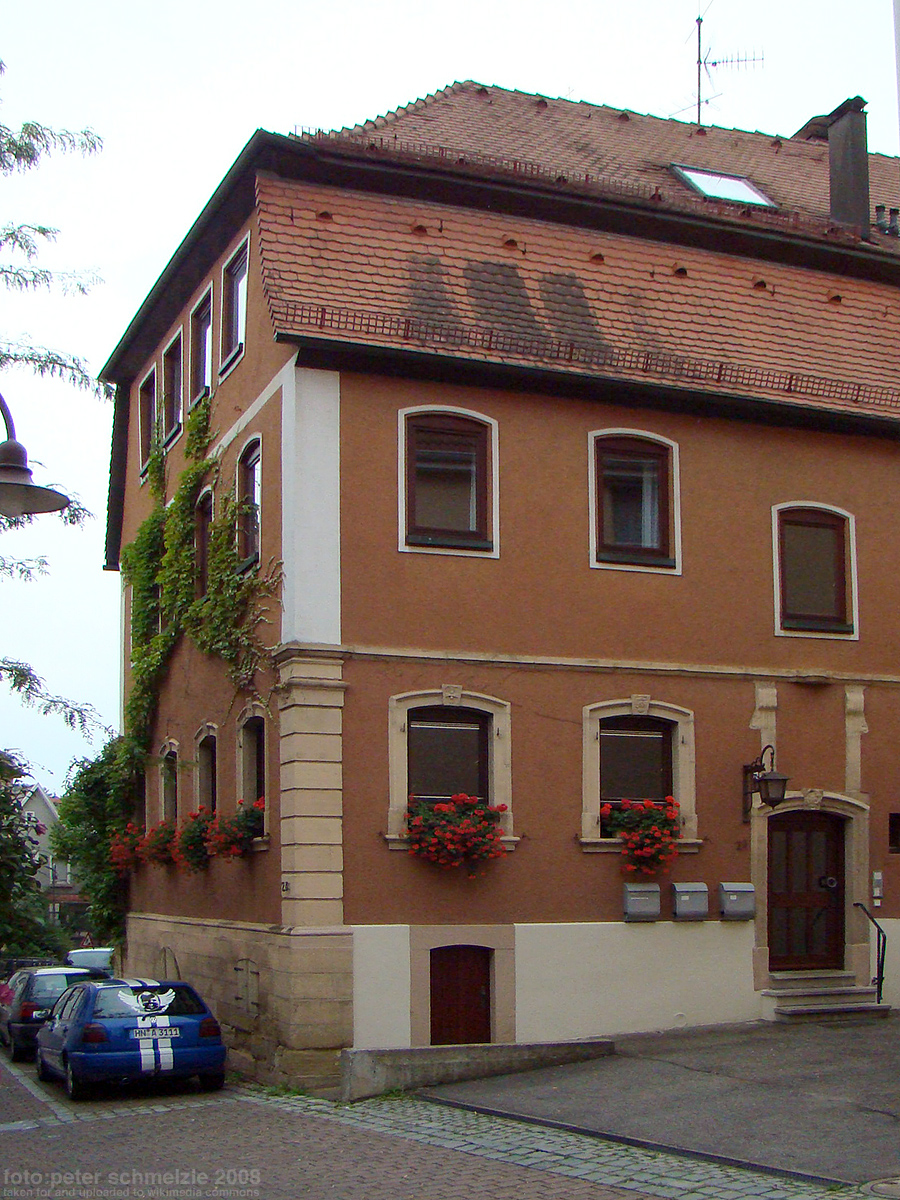
Hauptstraße 20 in Heilbronn-Sontheim

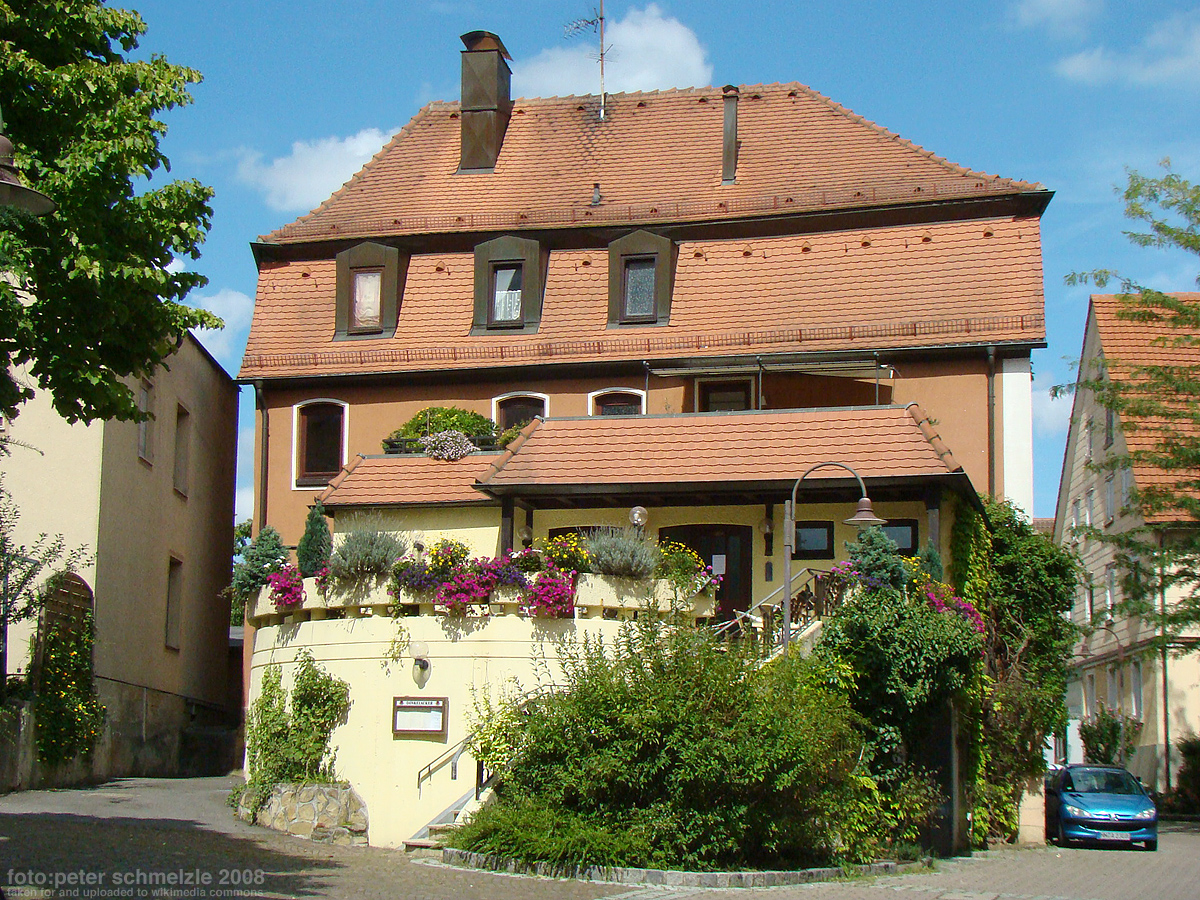
Ansicht Südseite

Das Wohnhaus Hauptstraße 20 in Sontheim ist ein geschütztes Kulturdenkmal.

## Beschreibung
Das Gebäude in der Hauptstraße 20 ist ein Putzbau, der 1788 im Stil des Barock von dem Anwalt Anton Behringer und seiner Ehefrau errichtet worden ist. Eine Inschrift über dem Hauseingang zeigt die Namen der Bauherren und das Baudatum. 1839 gelangte das Haus in das Eigentum der Familie Nöth, die eine Weinstube dort einrichtete. Nach seiner historischen Verwendung als Gaststätte ist das Gebäude auch als Nöths Weinstube oder Gasthaus Rose bekannt.
Das Gebäude hat ein nach der Seite abgewalmtes Mansarddach. Das Erdgeschoss wird an den Ecken von genuteten Eckpilastern mit floraler Ornamentik geschmückt. Zwischen Erdgeschoss und erstem Obergeschoss ist ein horizontales, fein profiliertes Stockwerkgesims. Die Fenster des Mansarddaches tragen eine Blechverdachung. Die Fenster und Türen tragen profilierte Gewände mit schmuckvollen Schlusssteinen, verziert mit Ordenskreuz und Inschriften. Das Gebäude ist ein schönes Beispiel für ein bürgerliches Wohnhaus im Hoheitsgebiet des Deutschen Ordens.
Die ursprünglichen Wirtschaftsgebäude des Hauses lagen nach Norden hin. Zur Südseite hin hat das Gebäude einen modernen terrassenartigen Anbau.